# آبار سبيسر
آبار سبيسر (بالإنجليزية: Wells Spicer)‏ (و. 1831 – 1887 م)هو صحفي، ومحامي، وسياسي من الولايات المتحدة الأمريكية. ولد في تشيمونغ .
وهو عضو في الحزب الجمهوري، الحزب الديمقراطي الأمريكي .
توفي في مقاطعة بيما (أريزونا) .